# パスポルタ・セルボ
パスポルタ・セルボ（エスペラント語：Pasporta Servo）は、エスペラント話者間の相互交流サービスである。利用者にはホームステイ先を提供している世界各国のエスペランティストのリストが公開される。世界エスペラント青年機構(TEJO)によって運営される。
非営利組織であり、ホストは利用者に対して宿泊料を請求することは出来ない。
このサービスを利用するゲストはホストとエスペラント語を使用してコミュニケーションを行うことが推奨される。

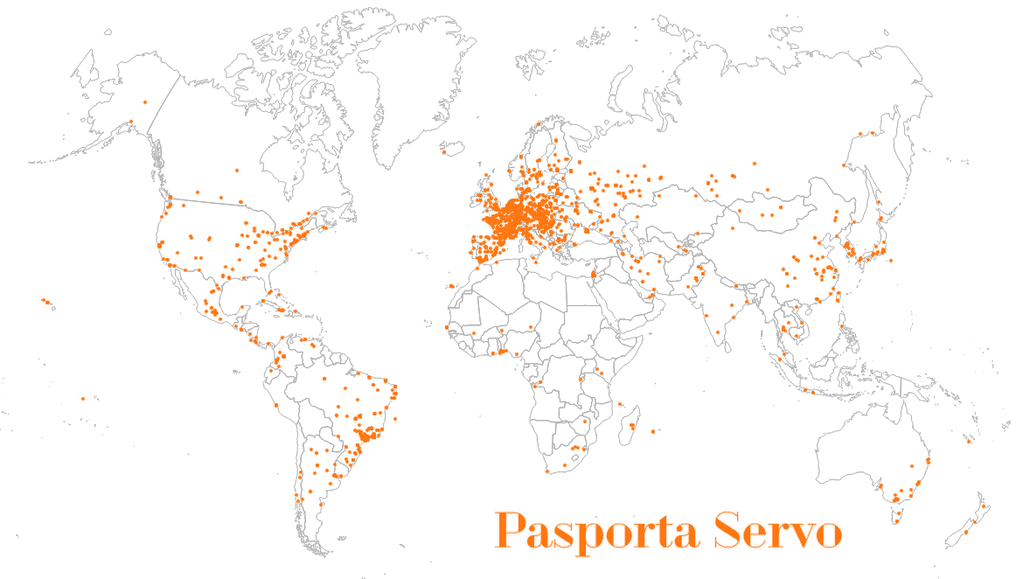
2015年におけるパスポルタ・セルボのホストが居住する世界の都市。

## 沿革
1966年、心理学者のRubén Feldman Gonzálezはアルゼンチンにおいてパスポルタ・セルボのサービスを開始した。
1974年、サービスの情報が公開され、40名のホストがリストされた。
2008年8月、情報がウェブ上で公開された。